# 겐둔 린첸
겐둔 린첸(Gendün Rinchen, 1926년 ~ 1997년)는 부탄의 승려이다. 파로 탁상에 위치한 작은 동굴에서 태어났으며 어린 시절부터 불교에 심취했다. 팀부에 위치한 타시초 종에서 수련을 받던 동안에 법명을 받았고 27세부터 29세까지 티베트 불교, 티베트 문학, 티베트 철학, 티베트어 문법에 관한 연구를 진행했다. 1990년부터 1997년까지 부탄의 불교 지도자인 제 켄포(Je Khenpo)를 역임하는 동안에 부탄 전국을 오가면서 불교의 가르침을 전파했다.